# Samson Occom
Samson Occom (New London, Connecticut, 1723-1792) fou un predicador pequot. Era fill de mohegans, als 13 anys fou convertit al cristianisme i el 1749 fou ordenat sacerdot. Va fer de mestre entre els montauk i va compondre l'estudi An Account of the Montauk Indians on Long Island, no publicat fins al 1809. El 1761-1763 va predicar entre els oneida i obrí moltes escoles. El 1774 va negociar la creació d'una comunitat índia autogovernable, Eeayam Quittoowauconnuck (Brothertown). La Revolució va interrompre la seva tasca i els britànics els obligaren a abandonar la missió, però pogué tornar el 1785, i fou cap de la comunitat fins a la seva mort.